# USS LST-141
O USS LST-141 foi um navio de guerra norte-americano da classe LST que operou durante a Segunda Guerra Mundial.